# Les-Haj
Les-Haj (biał. Лес-Гай; ros. Лес-Гай, Les-Gaj) – wieś na Białorusi, w obwodzie mińskim, w rejonie dzierżyńskim, w sielsowiecie Dzierżyńsk, w pobliżu Dzierżyńska.